# Strada europea E55
La Strada europea E55 è una strada di classe A e, come si evince dal numero, è una dorsale Nord-Sud.
In particolare la E55 collega Helsingborg a Kalamáta, con un percorso lungo 3305 km attraverso Svezia, Danimarca, Germania, Repubblica Ceca, Austria, Italia e Grecia.
Da Helsingborg la strada continua verso nord attraverso la Svezia e la Finlandia, dove per ragioni pratiche ed economiche si sono mantenuti i vecchi segnali recanti la scritta E04 e di conseguenza è stata inserita la E04 tra gli itinerari europei.

## Percorso
| E55 HELSINGBORG-KALAMATA |                         |                                                                        |                         |
| Stato                    | Tipologia               | Tratto                                                                 | Interconnessioni        |
| Svezia                   |                         | Porto di Helsingborg                                                   |                         |
| -                        | traghetto               | traghetto Helsingborg - Helsingør                                      |                         |
| Danimarca                |                         | Helsingør-Gedser                                                       |                         |
| -                        | traghetto               | traghetto Gedser - Rostock                                             |                         |
| Germania                 | autostrada · autostrada | A 19                                                                   |                         |
| Germania                 | autostrada · autostrada | A 24                                                                   |                         |
| Germania                 | autostrada · autostrada | A 10                                                                   | E30                     |
| Germania                 | autostrada · autostrada | A 13                                                                   |                         |
| Germania                 | autostrada · autostrada | A 17                                                                   | E40                     |
| Rep. Ceca                |                         | Teplice                                                                | E442                    |
| Rep. Ceca                |                         | Praga                                                                  | E48, E50, E59, E65, E67 |
| Rep. Ceca                | Tábor                   |                                                                        |                         |
| Rep. Ceca                |                         | České Budějovice                                                       | E49, E551               |
| Rep. Ceca                | Dolní Dvorište          |                                                                        |                         |
| Austria                  | autostrada              | Linz                                                                   | E60, E552               |
| Austria                  | autostrada              | Salisburgo                                                             | E52, E60, E641          |
| Austria                  | autostrada              | Villaco                                                                | E61, E66                |
| Italia                   | autostrada              | Tarvisio - Udine - A4                                                  |                         |
| Italia                   | autostrada              | Palmanova - Autostrada A57                                             | in comune con E70       |
| Italia                   | autostrada              | Interconnessione Est A4 - Tangenziale di Mestre - Svincolo per Ravenna |                         |
| Italia                   | viabilità ordinaria     | Marghera - Ravenna                                                     |                         |
| Italia                   | superstrada             | Ravenna - Cesena Nord                                                  | E45                     |
| Italia                   | autostrada              | Cesena Nord - Bari Nord - Bari                                         | E80, E842, E843         |
| Italia                   | superstrada             | Bari - Fasano                                                          |                         |
| Italia                   | superstrada             | Fasano - Brindisi                                                      | E90                     |
| -                        | traghetto               | traghetto Brindisi - Igoumenitsa                                       |                         |
| Grecia                   | autostrada              | Igoumenitsa - Ioannina                                                 | E90, E92                |
| Grecia                   | autostrada              | Rion - Ioannina                                                        | 6 km condivisi con E65  |
| Grecia                   | autostrada              | Kastellokampos                                                         |                         |
| Grecia                   | autostrada              | Kalo Nero                                                              |                         |
| Grecia                   | autostrada              | Kalo Nero - Allagi                                                     |                         |
| Grecia                   | autostrada              | Allagi - Kalamata                                                      | in comune con E65       |